# Campeonato mundial A de hockey patines masculino de 1993
El XXXI Campeonato mundial de hockey sobre patines masculino se celebró en Lodi, Bassano del Grappa y Sesto San Giovanni Italia, entre el 1 de octubre y el 9 de octubre de 1993. 
En el torneo participaron las selecciones de hockey de 12 países, repartidas en la primera ronda en 2 grupos.
La final del campeonato fue disputada por las selecciones de Portugal e Italia. La final se decidió a los penaltis con un gol de Santos para Portugal. El tiempo reglamentario concluyó con el resultado de empate a tres goles (empate a cero al descanso). Los goles fueron marcados por Almeida(2) y Rui Lopes para Portugal y Enrico Marotti(3) para Italia. 
La medalla de Bronce fue para la selección de Argentina

## Equipos participantes
12 selecciones nacionales participaron del torneo, de los cuales 8 equipos eran de Europa, 3 eran de América y 1 de África.

## Primera Fase
| Grupo A        | Grupo B      |
| Argentina      | Alemania     |
| Francia        | Andorra      |
| Italia         | Angola       |
| Portugal       | Brasil       |
| Suiza          | España       |
| Estados Unidos | Países Bajos |

### Grupo A
| Equipo         | Pts | PJ | PG | PE | PP | GF | GC | Dif |
| -------------- | --- | -- | -- | -- | -- | -- | -- | --- |
| Italia         | 9   | 5  | 4  | 1  | 0  | 49 | 5  | +44 |
| Portugal       | 8   | 5  | 4  | 0  | 1  | 53 | 15 | +38 |
| Argentina      | 7   | 5  | 3  | 1  | 1  | 29 | 20 | +9  |
| Suiza          | 4   | 5  | 2  | 0  | 3  | 11 | 27 | -16 |
| Estados Unidos | 2   | 5  | 1  | 0  | 4  | 9  | 40 | -31 |
| Francia        | 0   | 5  | 0  | 0  | 5  | 8  | 52 | -44 |

| Suiza     | 3:1  | Francia        |
| Italia    | 3:3  | Argentina      |
| Portugal  | 14:2 | Estados Unidos |
| Italia    | 7:0  | Suiza          |
| Francia   | 1:2  | Estados Unidos |
| Argentina | 5:8  | Portugal       |
| Suiza     | 0:12 | Portugal       |
| Italia    | 19:1 | Francia        |
| Argentina | 7:2  | Estados Unidos |
| Argentina | 5:4  | Suiza          |
| Italia    | 14:1 | Estados Unidos |
| Francia   | 2:19 | Portugal       |
| Suiza     | 4:2  | Estados Unidos |
| Italia    | 6:0  | Portugal       |
| Argentina | 9:3  | Francia        |

### Grupo B
| Equipo       | Pts | PJ | PG | PE | PP | GF | GC | Dif |
| ------------ | --- | -- | -- | -- | -- | -- | -- | --- |
| España       | 9   | 5  | 4  | 1  | 0  | 35 | 10 | +25 |
| Brasil       | 7   | 5  | 3  | 1  | 1  | 26 | 18 | +8  |
| Alemania     | 6   | 5  | 2  | 2  | 1  | 17 | 17 | 0   |
| Andorra      | 4   | 5  | 2  | 0  | 3  | 14 | 21 | -7  |
| Angola       | 2   | 5  | 0  | 2  | 3  | 7  | 20 | -13 |
| Países Bajos | 2   | 5  | 0  | 2  | 3  | 12 | 25 | -13 |

| Alemania | 4:3  | Andorra      |
| Brasil   | 7:3  | Países Bajos |
| España   | 10:1 | Angola       |
| Andorra  | 7:4  | Países Bajos |
| Brasil   | 4:4  | España       |
| Alemania | 2:2  | Angola       |
| Angola   | 2:2  | Países Bajos |
| Brasil   | 8:0  | Andorra      |
| España   | 8:1  | Alemania     |
| Andorra  | 2:0  | Angola       |
| Alemania | 9:3  | Brasil       |
| España   | 8:2  | Países Bajos |
| Andorra  | 2:5  | España       |
| Alemania | 1:1  | Países Bajos |
| Angola   | 2:4  | Brasil       |

## Fase final

### Puestos del 1 al 8
|  | Cuartos de final     | Cuartos de final     |                      |        | Semifinales  | Semifinales  |  |  | Final                | Final |
|  |                      |                      |                      |        |              |              |  |  |                      |       |
|  | 7 de octubre de 1993 |                      |                      |        |              |              |  |  |                      |       |
|  |                      |                      |                      |        |              |              |  |  |                      |       |
|  | Italia               | 11                   |                      |        |              |              |  |  |                      |       |
|  | Italia               | 11                   | 8 de octubre de 1993 |        |              |              |  |  |                      |       |
|  | Andorra              | 2                    |                      |        |              |              |  |  |                      |       |
|  | Andorra              | 2                    | Italia               | 4      |              |              |  |  |                      |       |
|  | 7 de octubre de 1993 |                      | Italia               | 4      |              |              |  |  |                      |       |
|  |                      | Argentina            | 3                    |        |              |              |  |  |                      |       |
|  | Brasil               | Argentina            | 3                    | 1      |              |              |  |  |                      |       |
|  | Brasil               |                      | 9 de octubre de 1993 | 1      |              |              |  |  |                      |       |
|  | Argentina            | 9                    |                      |        |              |              |  |  |                      |       |
|  | Argentina            | 9                    | Italia               | 3(3)   |              |              |  |  |                      |       |
|  | 7 de octubre de 1993 |                      | Italia               | 3(3)   |              |              |  |  |                      |       |
|  |                      | Portugal             | 3(4)                 |        |              |              |  |  |                      |       |
|  | España               | Portugal             | 3(4)                 | 5      |              |              |  |  |                      |       |
|  | España               | 8 de octubre de 1993 |                      | 5      |              |              |  |  |                      |       |
|  | Suiza                | 0                    |                      |        |              |              |  |  |                      |       |
|  | Suiza                | 0                    | España               | 1      | Tercer lugar | Tercer lugar |  |  |                      |       |
|  | 7 de octubre de 1993 |                      | España               | 1      |              |              |  |  |                      |       |
|  |                      | Portugal             | 4                    |        |              |              |  |  |                      |       |
|  | Portugal             | Portugal             | 4                    | 11     | Argentina    | 3            |  |  |                      |       |
|  | Portugal             |                      |                      | 11     | Argentina    | 3            |  |  |                      |       |
|  | Alemania             | 1                    |                      | España | 2            |              |  |  |                      |       |
|  | Alemania             | 1                    |                      |        | 2            |              |  |  |                      |       |
|  |                      |                      |                      |        |              |              |  |  | 9 de octubre de 1993 |       |
|  |                      |                      |                      |        |              |              |  |  |                      |       |

|  | Eliminatoria del 5º al 8º | Eliminatoria del 5º al 8º |      |                      | 5º y 6º Puesto       | 5º y 6º Puesto |  |
|  |                           |                           |      |                      |                      |                |  |
|  |                           |                           |      |                      |                      |                |  |
|  | 8 de octubre de 1993      |                           |      |                      |                      |                |  |
|  | Andorra                   | 4(5)                      |      |                      |                      |                |  |
|  | Brasil                    | 4(7)                      |      |                      |                      |                |  |
|  |                           |                           |      |                      |                      |                |  |
|  |                           |                           |      |                      | 9 de octubre de 1993 |                |  |
|  |                           |                           |      |                      | Brasil               | 3(4)           |  |
|  |                           | Suiza                     | 3(3) |                      |                      |                |  |
|  |                           |                           |      |                      |                      |                |  |
|  |                           |                           |      |                      |                      |                |  |
|  |                           |                           |      |                      | 7º y 8º Puesto       |                |  |
|  | 8 de octubre de 1993      | 8 de octubre de 1993      |      | 9 de octubre de 1993 | 9 de octubre de 1993 |                |  |
|  | Suiza                     | 5                         |      | Andorra              | 6                    |                |  |
|  | Alemania                  | 3                         |      |                      | Alemania             | 5              |  |

### Puestos del 9 al 12
| Equipo         | Pts | PJ | PG | PE | PP | GF | GC | Dif |
| -------------- | --- | -- | -- | -- | -- | -- | -- | --- |
| Países Bajos   | 5   | 3  | 2  | 1  | 0  | 13 | 7  | +6  |
| Estados Unidos | 3   | 3  | 1  | 1  | 1  | 10 | 12 | -2  |
| Angola         | 2   | 3  | 1  | 0  | 2  | 15 | 13 | +2  |
| Francia        | 2   | 3  | 0  | 2  | 1  | 9  | 15 | -6  |

| Estados Unidos | 5:4 | Angola         |
| Países Bajos   | 3:3 | Francia        |
| Países Bajos   | 6:3 | Angola         |
| Francia        | 4:4 | Estados Unidos |
| Angola         | 8:2 | Francia        |
| Países Bajos   | 4:1 | Estados Unidos |

## Estadísticas

### Clasisficación general
| 1. Portugal        |
| 2. Italia          |
| 3. Argentina       |
| 4. España          |
| 5. Brasil          |
| 6. Suiza           |
| 7. Andorra         |
| 8. Alemania        |
| 9. Países Bajos    |
| 10. Estados Unidos |
| 11. Angola         |
| 12. Francia        |